# Pontus Nilsson
Björn Pontus Alexander Nilsson, född 7 januari 1982 i Malmö i Malmö kommun, är en svensk före detta landslagssprinter som tävlade för Heleneholms IF och sedan Malmö Allmänna Idrottsförening. Han bor i Malmö kommun.
Nilsson tävlade i kort sprint främst på 200 meter men även på 100 meter och kort stafett 4x100 meter och har vunnit svenska mästerskapen flera gånger som både junior. och senior
Nilsson blev bland annat Nordisk juniormästare på 100 meter 2002.
Vid U23-EM i Bydgoszcz i Polen år 2003 sprang han 100 meter där han slogs ut i försöken på 10,80. Dessutom deltog han tillsammans med Philip Nossmy, Johan Wissman och Johan Engberg i det framgångsrika svenska stafettlaget på 4 x 100 meter som först tog sig vidare från försöken och sedan i finalen kom på en fjärdeplats.

## Personliga rekord
| Utomhus - 100 meter – 10,61 (Helsingborg 13 juli 2003) - 100 meter – 10,88 (Stockholm 26 juli 2005) - 200 meter – 21,38 (Gävle 18 augusti 2002) | Inomhus - 60 meter – 6,91 (Malmö 7 februari 2004) - 200 meter – 22,07 (Göteborg 18 februari 2001) |